# Rose au poing
Pour les articles homonymes, voir RnP.
La Rose au poing (en italien : La Rosa nel pugno) est une ancienne formation politique italienne d'inspiration radical-socialiste née le 17 novembre 2005. Le nouveau sujet politique, guidé par Emma Bonino et Enrico Boselli adhère à l'Union de centre gauche guidée par Romano Prodi.  Elle est dissoute depuis le 18 décembre 2007.

## Les principes
La Rose au poing nait d'une convergence entre les Socialistes démocrates italiens et les Radicaux italiens autour du principe de laïcité. Le symbole choisi par le parti est la rose au poing, empruntée à l'Internationale socialiste, utilisée également par les Radicaux italiens. 
Le mouvement se veut "laïc, socialiste, libéral et radical". Sur le terrain de la laïcité de l'État se peuvent rencontrer des revendications des deux partis: la centralité de l'école publique et laïque pour les socialistes, la recherche sur les cellules souches et du mariage homosexuel pour les radicaux. Les principaux acquis des Parti radical furent les lois sur le divorce l'interruption volontaire de grossesse dans les années 1970. 
Le mouvement mène une forte bataille pour une laïcisation profonde des institutions italiennes. En effet elle envisage l'annulation du Concordat existant entre l'État italien et l'Église catholique. Ce nouveau parti se bat aussi en faveur de l'adoption du pacte civil de solidarité (PaCS) pour les couples hétérosexuels et homosexuels  et une bonne partie de ses membres est aussi favorable au mariage gay. Il se bat en outre pour la libéralisation des drogues légères suivant le modèle néerlandais.

## Organisation
Le comité de coordination du mouvement qui s'est constitué à Fiuggi (pendant la Convention des 23 au 25 septembre 2005 par les SDI, la Federazione Giovani Socialisti, les Radicaux italiens et l'Associazione Luca Coscioni, a constitué avec l'approbation des quatre organisations, le mouvement politique baptisé "La Rosa nel Pugno" - "laici socialisti liberali radicali”) qui a décidé de se référer au trinôme : Blair-Fortuna-Zapatero.
En outre, il souhaite intégrer les anciens membres du Nouveau PSI qui s'est divisé lors de son congrès de 2005, et qui ont depuis constitué I Socialisti sous l'impulsion de Bobo Craxi, lesquels ont finalement constitué une alliance électorale avec les Démocrates de gauche.

## Gouvernement Prodi
Aux élections législatives la Rose au poing a recueilli seulement 2,6 % des voix à la Chambre des Députés et 2,5 % au Sénat, des chiffres bien inférieurs aux résultats des deux partis aux élections précédentes. Elle parvient à faire élire 18 députés, mais aucun sénateur. À l'intérieur de la coalition elle se retrouve dans une situation d'extrême faiblesse, puisqu'elle est le seul parti à ne pas pouvoir exercer son "droit de véto" au Sénat où le gouvernement dispose d'une majorité de quelques voix seulement.
Dans le deuxième gouvernement de Romano Prodi Emma Bonino exerce les fonctions ministre pour les Politiques européennes et le Commerce international.
La débâcle électorale de la Rose au Poing aux élections législatives remet en question tout le projet, qui ne se fonde pour le moment que sur une alliance électorale. 
Les principales revendications du regroupement radical-socialiste rencontrent des points de convergence mais également plusieurs points de divergence avec d'autres partis de l'Union de Prodi. 
- Laïcité : Le principe constitutionnel de laïcité est accepté par l'ensemble des partis politiques italiens. Dans l'Union la Rose au poing est le parti qui accorde la plus grande importance à cet enjeu. En ligne de principe, ces positions sont partagées par l'ensemble des partis de gauche (Démocrates de gauche, Verts, Refondation communiste, Mouvement républicain).  Néanmoins, la Marguerite guidée par Francesco Rutelli est particulièrement sensible aux considérations éthiques de l'Église catholique : la sénatrice Paola Binetti - proche de l'Opus Dei - ainsi que le mouvement centriste UDEUR guidé par Clemente Mastella représentent un véritable contrepoids idéologique au sein de la même coalition.
- Pacte civil de solidarité : Romano Prodi a affirmé son intention d'introduire  un régime d'"unions civiles" pour les couples non mariés. Au moment de la rédaction du programme électoral, la Rose au poing a refusé sa signature à cause de la formulation assez vague de ce projet. L'introduction des PaCS a été proposée parlementaires des Démocrates de gauche, des Verts et de Refondation communiste ainsi que par les ministres de la Famille, Rosy Bindi, et de la Parité, Barbara Pollastrini. Il faut néanmoins compter avec l'opposition de parlementaires catholiques et sur les interprétations possibles du principe de "famille fondée sur le mariage" formulé dans la constitution.
- École publique : La revendication de couper tout type de fonds aux écoles privées, généralement catholiques, rencontre également l'opposition des députés catholiques de la Marguerite et de l'UDEur.
- Libre marché : L'élément libéral porté en héritage par les radicaux doit faire face à l'opposition ferme de Refondation communiste, des Verts ainsi que d'une partie des Démocrates de gauche. Le libéralisme économique est un élément central de l'activité politique du Parti radical, qui crée un fossé idéologique entre la Rose au poing et les partis de la gauche critique par rapport au néo-libéralisme et aux dérives de la mondialisation.

## Évolution de la Rose au poing
À la fin de l'année 2006, les Radicaux et les Socialistes démocrates constatent l'ampleur de leurs divergences et annoncent qu'ils renoncent à la fusion de leurs deux mouvements. Les SDI se fixent l'unité des socialistes, au sein d'un Parti socialiste rénové comme nouvel objectif et la Rose au poing est transformée en Fondation culturelle laïque progressiste.